# Prepadlisko
Prepadlisko je přírodní rezervace v katastrálním území obce Kostolná-Záriečie v okrese Trenčín v Trenčínském kraji na Slovensku. Území bylo vyhlášeno v roce 1986 a jeho rozloha je 7,83 hektaru. Předmětem ochrany je slatinná olšina s mokřadními společenstvy.